# Lev Markiz
Lev Josifovitsj Markiz (Moskou, 1 november 1930 – Den Haag, 4 april 2023) was een Sovjet-Russische violist en dirigent, die naar Nederland was geëmigreerd.

## Loopbaan
Markiz studeerde viool bij Joeri Jankelevitstj en kamermuziek bij Maria Joedina aan de Gnessin Staatsacademie voor Muziek. Hij studeerde vervolgens orkestdirectie bij Kirill Kondrasjin.
In 1955-1964 was hij lid van het Moskouse Kamerorkest onder leiding van Rudolf Barschai. In 1964 richtte hij een ensemble van solisten op van de beste muzikanten in Moskou, met wie hij als dirigent optrad. In 1975-1976 werkte hij samen met het Kirill Kondrasjin Orchestra.
Onder anderen Leonid Kogan, Natalia Gutman, Oleg Kagan, Eliso Virsaladze, Aleksej Ljoebimov, Mark Lubotsky speelden en namen op met Lev Markiz.
In 1981 emigreerde Markiz naar Nederland. Hij dirigeerde een groot aantal vooraanstaande orkesten in Europa, Canada en de Verenigde Staten en Israël. Hij was oprichter van Nieuw Sinfonietta Amsterdam, waarvan hij de artistiek leider en chef-dirigent was totdat Peter Oundjian hem opvolgde in 1997. Met Nieuw Sinfonietta maakte hij tournees naar de Verenigde Staten, de Sovjet-Unie, Duitsland, Frankrijk en Italië. Hij voerde met dit ensemble veel premières uit van Russische componisten en ook werken speciaal voor dit ensemble gecomponeerd. Markiz was ook chef-dirigent van het kamerorkest I Virtuosi Italiani.
Hij overleed in 2023 op 92-jarige leeftijd.

## Publicatie
Lev Markiz is de auteur van het boek "The Bow in the Closet" (2008, literaire opname en compositie van Ilya Ovchinnikov).